# 刘学忠
刘学忠（1962年9月—），安徽枞阳人，中共党员，曾任皖西学院院长。

## 生平
1984年毕业于安徽师范大学中文系，同年分配至阜阳师范学院工作。曾任阜阳师范学院中文系主任，阜阳师范学院教务处长，阜阳师范学院副院长等职。2014年4月，调任皖西学院党委副书记、院长。2022年4月，不再担任皖西学院党委副书记、院长职务。
主要从事中国古代文学和高等教育研究，发表学术论文20余篇。教学成果获国家级教学成果二等奖2项、安徽省教学成果特等奖1项、安徽省教学成果一等奖5项，专著《文人与茶》获安徽省第四届社科优秀成果三等奖。2012年获宝钢优秀教师奖。